# Arcidiocesi di Kumasi
L'arcidiocesi di Kumasi (in latino Archidioecesis Kumasiensis) è una sede metropolitana della Chiesa cattolica in Ghana. Nel 2021 contava 404.551 battezzati su 2.239.860 abitanti. È retta dall'arcivescovo Gabriel Justice Yaw Anokye.

## Territorio
L'arcidiocesi comprende alcuni distretti occidentali della regione di Ashanti in Ghana.
Sede arcivescovile è la città di Kumasi, dove si trova la cattedrale di San Pietro.
Il territorio è suddiviso in 75 parrocchie.

## Storia
Il vicariato apostolico di Kumasi è stato eretto il 2 febbraio 1932 con il breve Cum diffusis di papa Pio XI, ricavandone il territorio dal vicariato apostolico della Costa d'Oro (l'attuale arcidiocesi di Cape Coast).
Il 18 aprile 1950 il vicariato apostolico è stato elevato a diocesi con la bolla Laeto accepimus di papa Pio XII. Originariamente era suffraganea dell'arcidiocesi di Cape Coast.
Il 1º marzo 1973 e il 3 marzo 1995 cedette porzioni del suo territorio a vantaggio dell'erezione prima della diocesi di Sunyani e poi delle diocesi di Obuasi e di Konongo-Mampong.
Il 22 dicembre 2001 è stata elevata al rango di arcidiocesi metropolitana con la bolla Ad totius dominici di papa Giovanni Paolo II.

## Cronotassi dei vescovi
Si omettono i periodi di sede vacante non superiori ai 2 anni o non storicamente accertati.
- Hubert Joseph Paulissen, S.M.A. † (29 novembre 1932 - 15 novembre 1951 dimesso)
- André van den Bronk, S.M.A. † (15 maggio 1952 - 13 febbraio 1962 nominato prefetto apostolico di Parakou)
- Joseph Amihere Essuah † (24 febbraio 1962 - 20 novembre 1969 nominato vescovo di Sekondi-Takoradi)
- Peter Kwasi Sarpong (20 novembre 1969 - 26 marzo 2008 ritirato)
- Thomas Kwaku Mensah † (26 marzo 2008 - 15 maggio 2012 ritirato)
- Gabriel Justice Yaw Anokye, dal 15 maggio 2012

## Statistiche
L'arcidiocesi nel 2021 su una popolazione di 2.239.860 persone contava 404.551 battezzati, corrispondenti al 18,1% del totale.
| anno | popolazione | popolazione | popolazione | presbiteri | presbiteri | presbiteri | presbiteri                | diaconi | religiosi | religiosi | parrocchie |
| anno | battezzati  | totale      | %           | numero     | secolari   | regolari   | battezzati per presbitero | diaconi | uomini    | donne     | parrocchie |
| ---- | ----------- | ----------- | ----------- | ---------- | ---------- | ---------- | ------------------------- | ------- | --------- | --------- | ---------- |
| 1950 | 48.208      | 823.672     | 5,9         | 25         | 1          | 24         | 1.928                     |         |           | 10        | 12         |
| 1970 | 146.062     | 1.697.053   | 8,6         | 34         | 11         | 23         | 4.295                     |         | 23        | 32        | 24         |
| 1980 | 227.355     | 1.814.000   | 12,5        | 55         | 28         | 27         | 4.133                     |         | 27        | 24        | 24         |
| 1990 | 284.819     | 2.291.000   | 12,4        | 89         | 66         | 23         | 3.200                     |         | 37        | 81        | 34         |
| 1999 | 200.000     | 2.089.683   | 9,6         | 54         | 39         | 15         | 3.703                     |         | 17        | 65        | 19         |
| 2000 | 200.000     | 2.000.000   | 10,0        | 60         | 46         | 14         | 3.333                     |         | 16        | 72        | 19         |
| 2001 | 150.000     | 2.089.683   | 7,2         | 69         | 56         | 13         | 2.173                     |         | 16        | 67        | 29         |
| 2002 | 200.000     | 2.000.000   | 10,0        | 50         | 36         | 14         | 4.000                     | 1       | 18        | 58        | 34         |
| 2003 | 350.000     | 1.600.000   | 21,9        | 49         | 37         | 12         | 7.142                     | 1       | 16        | 62        | 34         |
| 2004 | 350.000     | 1.544.260   | 22,7        | 77         | 59         | 18         | 4.545                     |         | 22        | 58        | 34         |
| 2013 | 365.195     | 1.823.000   | 20,0        | 129        | 112        | 17         | 2.830                     |         | 61        | 97        | 59         |
| 2016 | 378.047     | 1.946.098   | 19,4        | 150        | 130        | 20         | 2.520                     |         | 68        | 102       | 72         |
| 2019 | 398.294     | 2.193.525   | 18,2        | 134        | 119        | 15         | 2.972                     |         | 68        | 113       | 75         |
| 2021 | 404.551     | 2.239.860   | 18,1        | 146        | 132        | 14         | 2.770                     |         | 62        | 111       | 75         |